# 世田谷パブリックシアター
世田谷パブリックシアター（せたがやパブリックシアター、英語：Setagaya Public Theatre）は、東京都世田谷区太子堂にある公共劇場である。三軒茶屋駅前のキャロットタワー内に設置されている。客席数約600席の主劇場と200席の小劇場（シアタートラム）から成る。
1997年4月5日に開場した。現代演劇や舞踊の舞台として用いられるほか、地域の公共劇場として講座形式やワークショップ形式による教育普及事業に取り組んでいる。また、芸術監督、制作・学芸・技術分野における専門スタッフを配置していることも特徴的である。
開場から2008年まで高萩宏がゼネラルプロデューサーを務めていた。優良ホール100選に選ばれている。

## 概要
ここでは主劇場について記載する。小劇場についてはシアタートラムを参照のこと。
- 客席 - 約600席（プロセニアム形式時）
- 形式 - プロセニアム形式とオープン形式

## 芸術監督
- 佐藤信（1997年～2002年）
- 野村萬斎（2002年～2022年）
- 白井晃（2022年〜）

## シアタートラム
シアタートラム（英語：THEATRE TRAM）は、東京都世田谷区にある劇場である。三軒茶屋駅前の高層ビル「キャロットタワー」に1997年にオープンしたホール、劇場施設である。客席数は最大248席。
劇場名の「トラム」は、路面電車「東急世田谷線」の始発駅である三軒茶屋駅に隣接していることから名づけられた。